# Polzela
Polzela è un comune di 5 654 abitanti della Slovenia settentrionale. Nei suoi pressi, a Ločica sorse la fortezza legionaria della legio II Italica (attorno al 170), non molto distante dalla città romana di Celeia.